# Les Implacables
Pour plus de détails, voir Fiche technique et Distribution.
Les Implacables (The Tall Men) est un western américain réalisé par Raoul Walsh sorti en 1955.

## Synopsis
En 1866, deux soldats sudistes démobilisés, les frères Ben et Clint Allison voyagent dans le Montana, à la recherche d'or. Ils rencontrent un riche homme d'affaires, Nathan Stark, qu'ils kidnappent pour le détrousser. Mais celui-ci leur propose de s'associer pour acheter un gigantesque troupeau au Texas et le convoyer avec les anciens soldats de Ben jusqu'au Montana par la piste Bozeman, afin de les revendre à un bon prix.
Sur le chemin du Texas à travers la neige, ils rencontrent un groupe de colons avec lesquels ils partagent la nourriture devant le feu. Reprenant la route le lendemain, ils se rendent compte que les Indiens Sioux risquent d'attaquer les colons. Tandis que Stark veut continuer la route, Ben revient en arrière, où il trouve le convoi anéanti. Il sauve Nella Turner, seule survivante. Alors qu'ils sont réfugiés dans une cabane, bloqués par la tempête de neige, elle résiste à ses avances et méprise son modeste projet de s'installer dans un ranch dans sa ville natale.
Lorsqu'ils arrivent à San Antonio au Texas, Nelly se montre plus complaisante envers Stark, dont elle partage les grandes ambitions. Mais au cours de la conduite du troupeau vers le Montana et après une confrontation victorieuse avec des hors-la-loi, la tension entre Ben et Stark croît alors qu'ils traversent de nouveau le pays indien, où Clint est tué. Pour se dégager du piège des Indiens, Ben passe en force en les faisant charger par le troupeau affolé.
Parvenu au Montana et après avoir vendu les bêtes avec un gros bénéfice, Stark tente de faire arrêter Ben pour sa tentative de vol mais il échoue. Loin de se venger, Ben n'empoche qu'une petite partie des profits, s'attirant l'estime de Stark, et lui abandonne Nella. Toutefois celle-ci, se rendant compte qu'elle doit la vie à Ben, le rejoint et accepte de partager son existence simple.

## Fiche technique
- Titre original : The Tall Men
- Titre français : Les Implacables
- Réalisation : Raoul Walsh
- Scénario : Sydney Boehm et Frank S. Nugent d'après le roman The Tall Men de Henry Wilson Allen
- Direction artistique : Mark-Lee Kirk, Lyle R. Wheeler
- Décors : Chester L. Bayhi, Walter M. Scott
- Costumes : Travilla et Charles Le Maire
- Photographie : Leo Tover
- Son : Harry M. Leonard, John D. Stack
- Montage : Louis R. Loeffler
- Musique : Victor Young
- Cascades : Chuck Roberson
- Production : William A. Bacher et William B. Hawks
- Société de production : Twentieth Century-Fox
- Société de distribution : Twentieth Century-Fox
- Pays de production :  États-Unis
- Langue : anglais, espagnol
- Format : Couleur (DeLuxe) - 35 mm — 2,55:1 (CinemaScope) —  son Stéréo 4 pistes (Western Electric Recording) (copies magnétiques), Mono (Western Electric Recording) (copies optiques)
- Genre : Western
- Durée : 122 minutes
- Dates de sortie : 
  - États-Unis : 22 septembre 1955 (première à Los Angeles)
  - France : 20 janvier 1956
  - Belgique : 24 février 1956
- Affiche : Boris Grinsson (France)

## Distribution
- Clark Gable  (V.F : Claude Peran) : Ben Allison
- Jane Russell  (V.F : Jacqueline Ferriere, dialogues ; Anita Love, chants) : Nella Turner
- Robert Ryan  (V.F : Raymond Loyer) : Nathan Stark
- Cameron Mitchell  (V.F : Michel Andre) : Clint Allison
- Juan Garcia  (V.F : Jean-Henri Chambois) : Luis, le cuisinier
- Harry Shannon : Sam
- Emile Meyer : Chickasaw
- Steven Darrell  (V.F : Raymond Rognoni) : Le colonel Norris
- Argentina Brunetti  (V.F : Lita Recio) : Maria
- Will Wright : Gus, le barman
- Mae Marsh : L'émigrante
- Tom Fadden (non crédité) : Hank
- Doris Kemper  (V.F : Henriette Marion) : Mrs. Robbins

Cascades
Jack N. Young (Doublure de Clark Gable)